# Шеткова, Дана
Дана Шеткова (чеш. Dana Šetková, в замужестве Зан или Цан (нем. Zahn); род. 2 июля 1920, Йиндржихув-Градец) — чешская пианистка и музыковед.
Ученица Илоны Штепановой-Курцовой. В предвоенные и военные годы концертировала в Чехословакии, в 1937 г. исполнила премьеру «Апрельских прелюдий» Витезславы Капраловой, в 1938 г. — премьеру «Семи маленьких пьес» для фортепиано в четыре руки Арношта Стршижека (с Ганушем Винтерницем).
В послевоенные годы занималась преимущественно музыковедением, специалист по чешской музыке XVIII века. Автор монографии «Клавирные сочинения Йозефа Антона Штепана» (чеш. Klavírní dílo Josefa Antonína Štěpána; 1965). Редактировала издания чешской музыки (произведения Штепана, Антона Рейхи, Яна Крштитела Ваньхаля и др.), составила сборник «Старинные пражские танцы» (чеш. Staré pražské tance; 1969). Перевела с английского языка основополагающий труд Арнольда Долмеча «Интерпретация музыки XVII и XVIII веков».
Вышла замуж за офтальмолога Карела Зана (1917—2000). В 1969 г. в связи со вторжением советских войск в Чехословакию супруги Зан бежали из страны и обосновались в Нидерландах, в 1974 г. получили нидерландское гражданство.
В эмиграции продолжила научную деятельность, публикуясь теперь под фамилией мужа. Под редакцией Цан (в соавторстве с Х. М. Теопольдом) в Мюнхене вышли избранные фортепианные сочинения Рейхи, Вацлава Яна Томашека и Яна Вацлава Воржишека.